# Larbert
Larbert (gael. Leth-Pheairt) – miasto w środkowej Szkocji, w hrabstwie Falkirk, historycznie w Stirlingshire, położone na północnym brzegu rzeki Carron, na zachód od miasta Stenhousemuir, z którym tworzy zwarty zespół miejski. W 2011 roku liczyło 9143 mieszkańców.
Miasto rozwinęło się w XIX wieku jako ośrodek hutnictwa żelaza. W 1848 roku otwarta została tu stacja kolejowa, na liniach z Glasgow i Edynburga do Stirling i północnej Szkocji.
W Larbert działał zakład opieki nad dziećmi z niepełnosprawnością intelektualną o zasięgu ogólnoszkockim (1863–2002, w końcowych latach przekształcony w szpital) oraz zakład psychiatryczny o zasięgu regionalnym (1869–1997). W 2011 roku działalność rozpoczął nowo wybudowany szpital Forth Valley Royal Hospital, stanowiący w momencie otwarcia największe w historii przedsięwzięcie budowlane podjęte przez NHS na terenie Szkocji. 14 października 2022 roku zmarł tutaj szkocki komik Robbie Coltrane.
W 1772 roku w mieście urodził się przemysłowiec i inżynier John Baildon, który osiadł na pruskim Górnym Śląsku, gdzie odegrał znaczącą rolę w rozwoju tamtejszego hutnictwa żelaza.